# Europese kampioenschappen wielrennen 2020
De Europese kampioenschappen wielrennen 2020 waren de 26e editie van de Europese kampioenschappen wielrennen die georganiseerd werden door de Union Européenne de Cyclisme (UEC) in de Franse stad Plouay van 24 t/m 28 augustus. Het was de derde keer dat het evenement in Frankrijk plaatsvond, na 2001 en 2016. Het was het 24e kampioenschap met tijdrit, het 16e kampioenschap voor junioren en het vijfde Europees kampioenschap voor elite mannen en vrouwen. Net als het jaar ervoor was er ook deze keer een gemengde ploegenestafette, een ploegentijdrit voor landenteams bestaande uit drie mannen en drie vrouwen.

## Locatie en datum
Aanvankelijk zou het evenement plaatsvinden van 9 t/m 13 september in de Italiaanse stad Trente. Door het uitbreken van de Coronapandemie en doordat met name het noorden van Italië hard werd getroffen, werd een nieuwe gaststad gevonden in het Bretonse Plouay. Doordat de Ronde van Frankrijk op de herziene wielerkalender naar september werd verplaatst, werd het EK naar voren gehaald naar eind augustus. Op de nieuwe kalender werden de meeste nationale kampioenschappen verreden in het weekend van 22 en 23 augustus. Alle EK-tijdritten werden gehouden op maandag 24 augustus. Op dinsdag vond op dezelfde locatie de jaarlijkse World-Tourwedstrijd Bretagne Classic plaats. De EK-wegwedstrijden waren op 26, 27 en 28 augustus en op de vrijdag ook de ploegenestafette. De wegrit voor elite mannen stond op woensdag op het programma, omdat op zaterdag 29 augustus de Ronde van Frankrijk van start ging in Nice.

## Deelnemers
Vanwege de Coronapandemie was het aantal deelnemers beperkt en verscheen een aantal favorieten niet aan de start. Met name bij de elite mannen hadden de profploegen zich opgesplitst in zogenaamde bubbels die weinig tot geen contact met de buitenwereld of met de andere bubbels hadden om besmetting te voorkomen. Zo reden de Tourselecties enkel de Tour de l'Ain en Critérium du Dauphiné als voorbereiding op de Tour en mocht o.a. titelverdediger Elia Viviani van zijn ploeg Cofidis niet naar het EK. Ook de ploegen Jumbo-Visma en Sunweb lieten hun renners niet deelnemen aan het EK, waardoor er geen Nederlanders deelnamen aan de tijdrit voor elite mannen en verdedigde Nederland niet de titel op de ploegenestafette. Ook het Belgische Lotto Soudal liet geen renners deelnemen aan het EK.

### België en Nederland
Namens België stonden o.a. Greg Van Avermaet en Oliver Naesen aan de start. Voor Tourrenners als Van Avermaet had de organisatie een vlucht naar de Tourstart in Nice geregeld. Remco Evenepoel kon door zijn val in de Ronde van Lombardije zijn titel niet verdedigen. Namens Nederland deden bij de vrouwen wel alle toppers mee, met o.a. titelverdedigster Amy Pieters, wereldkampioene Annemiek van Vleuten, Olympisch kampioene Anna van der Breggen, titelverdedigster op de tijdrit Ellen van Dijk en oud-Europees kampioene Marianne Vos. Bij de mannen was Mathieu van der Poel kopman, naast o.a. Pieter Weening, Koen de Kort en Sebastian Langeveld. 
Selecties:
- België mannen elite: Greg Van Avermaet, Jasper Philipsen, Otto Vergaerde, Jasper Stuyven, Xandro Meurisse, Victor Campenaerts, Oliver Naesen, Sep Vanmarcke. Tijdrit: Campenaerts (brons) en Jasper De Plus.
- België vrouwen elite: Lotte Kopecky, Kelly Van den Steen, Sanne Cant, Julie Van de Velde, Valerie Demey, Jesse Vandenbulcke, Mieke Docx. Tijdrit: Van de Velde en Sara Van de Vel.
- België ploegenestafette: Victor Campenaerts, Jasper De Plus, Rune Herregodts, Julie Van de Velde, Sara Van de Vel en Shari  Bossuyt.
- Nederland mannen elite: Mathieu van der Poel, David van der Poel, Pieter Weening, Sebastian Langeveld, Koen de Kort, Julius van den Berg, Oscar Riesebeek, Nick van der Lijke. Geen deelnemers tijdrit.
- Nederland vrouwen elite: Amy Pieters, Annemiek van Vleuten, Anna van der Breggen, Ellen van Dijk, Marianne Vos, Demi Vollering, Lorena Wiebes, Chantal Blaak. Van der Breggen (goud) en Van Dijk (zilver) reden ook de tijdrit.
- Nederland ploegenestafette: geen deelname.

## Wedstrijdschema
| Discipline                | Datum                 | Tijd      | Categorie        | Afstand  |
| ------------------------- | --------------------- | --------- | ---------------- | -------- |
| Tijdrit                   | Maandag 24 augustus   | 09:00 uur | Vrouwen junioren | 25,6 km  |
| Tijdrit                   | Maandag 24 augustus   | 10:25 uur | Mannen junioren  | 25,6 km  |
| Tijdrit                   | Maandag 24 augustus   | 12:00 uur | Vrouwen beloften | 25,6 km  |
| Tijdrit                   | Maandag 24 augustus   | 13:10 uur | Mannen beloften  | 25,6 km  |
| Tijdrit                   | Maandag 24 augustus   | 14:30 uur | Vrouwen elite    | 25,6 km  |
| Tijdrit                   | Maandag 24 augustus   | 16:10 uur | Mannen elite     | 25,6 km  |
| Wegrit                    | Woensdag 26 augustus  | 09:00 uur | Vrouwen beloften | 81,9 km  |
| Wegrit                    | Woensdag 26 augustus  | 12:00 uur | Mannen elite     | 177,4 km |
| Wegrit                    | Donderdag 27 augustus | 09:00 uur | Mannen beloften  | 136,5 km |
| Wegrit                    | Donderdag 27 augustus | 13:00 uur | Vrouwen elite    | 109,2 km |
| Wegrit                    | Vrijdag 28 augustus   | 09:00 uur | Vrouwen junioren | 68,2 km  |
| Wegrit                    | Vrijdag 28 augustus   | 11:20 uur | Mannen junioren  | 109,2 km |
| Gemengde ploegenestafette | Vrijdag 28 augustus   | 14:30 uur | M+V elite        | 54,6 km  |

## Medaillewinnaars
| M+V elite                 | Goud                                                                                           | Zilver | Brons                                                                                               |
| ------------------------- | ---------------------------------------------------------------------------------------------- | --- | --------------------------------------------------------------------------------------------------- |
| Gemengde ploegenestafette | Duitsland: Lisa Brennauer Mieke Kröger Lisa Klein Miguel Heidemann Justin Wolf Michel Hessmann | Zwitserland: Marlen Reusser Elise Chabbey Kathrin Stirnemann Stefan Bissegger Robin Froidevaux Claudio Imhof | Italië: Elena Cecchini Vittoria Bussi Vittoria Guazzini Edoardo Affini Liam Bertazzo Davide Plebani |
| Mannen elite              | Goud                                                                                           | Zilver | Brons                                                                                               |
| Wegrit                    | Giacomo Nizzolo                                                                                | Arnaud Démare                                                                                                | Pascal Ackermann                                                                                    |
| Tijdrit                   | Stefan Küng                                                                                    | Rémi Cavagna                                                                                                 | Victor Campenaerts                                                                                  |
| Vrouwen elite             | Goud                                                                                           | Zilver | Brons                                                                                               |
| Wegrit                    | Annemiek van Vleuten                                                                           | Elisa Longo Borghini                                                                                         | Katarzyna Niewiadoma                                                                                |
| Tijdrit                   | Anna van der Breggen                                                                           | Ellen van Dijk                                                                                               | Marlen Reusser                                                                                      |
| Mannen beloften           | Goud                                                                                           | Zilver | Brons                                                                                               |
| Wegrit                    | Jonas Iversby Hvideberg                                                                        | Anthon Charmig                                                                                               | Vojtěch Řepa                                                                                        |
| Tijdrit                   | Andreas Leknessund                                                                             | Stefan Bissegger                                                                                             | Ilan Van Wilder                                                                                     |
| Vrouwen beloften          | Goud                                                                                           | Zilver | Brons                                                                                               |
| Wegrit                    | Elisa Balsamo                                                                                  | Lonneke Uneken                                                                                               | Emma Norsgaard                                                                                      |
| Tijdrit                   | Hannah Ludwig                                                                                  | Franziska Koch                                                                                               | Marta Jaskulska                                                                                     |
| Mannen junioren           | Goud                                                                                           | Zilver | Brons                                                                                               |
| Wegrit                    | Kasper Andersen                                                                                | Pavel Bittner                                                                                                | Arnaud De Lie                                                                                       |
| Tijdrit                   | Mathias Vacek                                                                                  | Marco Brenner                                                                                                | Lorenzo Milesi                                                                                      |
| Vrouwen junioren          | Goud                                                                                           | Zilver | Brons                                                                                               |
| Wegrit                    | Eleonora Gasparrini                                                                            | Marith Vanhove                                                                                               | Katrijn De Clercq                                                                                   |
| Tijdrit                   | Elise Uijen                                                                                    | Maëva Squiban                                                                                                | Carlotta Cipressi                                                                                   |

## Medaillespiegel
| #      | Land        | Goud | Zilver | Brons | Totaal |
| ------ | ----------- | ---- | ------ | ----- | ------ |
| 1      | Nederland   | 3    | 2      | 0     | 5      |
| 2      | Italië      | 3    | 1      | 3     | 7      |
| 3      | Duitsland   | 2    | 2      | 1     | 5      |
| 4      | Noorwegen   | 2    | 0      | 0     | 2      |
| 5      | Zwitserland | 1    | 2      | 1     | 4      |
| 6      | Denemarken  | 1    | 1      | 1     | 3      |
| 6      | Tsjechië    | 1    | 1      | 1     | 3      |
| 8      | Frankrijk   | 0    | 3      | 0     | 3      |
| 9      | België      | 0    | 1      | 4     | 5      |
| 10     | Polen       | 0    | 0      | 2     | 2      |
| Totaal | Totaal      | 13   | 13     | 13    | 39     |